# Flocques
Flocques ist eine französische Gemeinde mit 720 Einwohnern (Stand: 1. Januar 2022) im Département Seine-Maritime in der Region Normandie. Sie gehört zum Arrondissement Dieppe und zum Kanton Eu und ist Teil des Kommunalverbands Villes Sœurs.

## Geographie
Flocques ist ein Bauerndorf im Naturraum Pays de Caux. Es liegt 29 Kilometer nordöstlich von Dieppe.

### Nachbargemeinden
| — (Ärmelkanal) | Le Tréport    |                        |
| Criel-sur-Mer  | Kompass       | Étalondes              |
| Criel-sur-Mer  | Criel-sur-Mer | Saint-Rémy-Boscrocourt |

## Toponymie
Das Dorf wurde erstmals 1059 als Floscis erwähnt. 

## Geschichte
Die Herren von Flocques zeichneten sich in den Kriegen des 15. Jahrhunderts aus. Anselme de Bellengreville, in Flocques geboren, wurde Beichtvater von Louise de Lorraine-Vaudémont, die als Ehefrau von Heinrich III. Königin des Königreichs Frankreich war. Jean de Flocques, Gouverneur von Conches-sur-Gondoire, nahm Évreux und Pont-de-l’Arche durch einen Sieg über das Königreich England ein.

### Bevölkerungsentwicklung
Die Bevölkerungsanzahl ist durch Volkszählungen seit 1793 bekannt. Die Einwohnerzahlen bis 2005 werden auf der Website der École des Hautes Études en Sciences Sociales veröffentlicht.
| Jahr | Bevölkerungsanzahl |
| ---- | ------------------ |
| 1962 | 284                |
| 1968 | 311                |
| 1975 | 407                |
| 1982 | 465                |
| 1990 | 646                |
| 1999 | 615                |
| 2006 | 675                |
| 2015 | 719                |

## Sehenswürdigkeiten
Die Kirche Saint-Denis, nach Dionysius von Paris benannt, stammt aus dem 13. Jahrhundert.

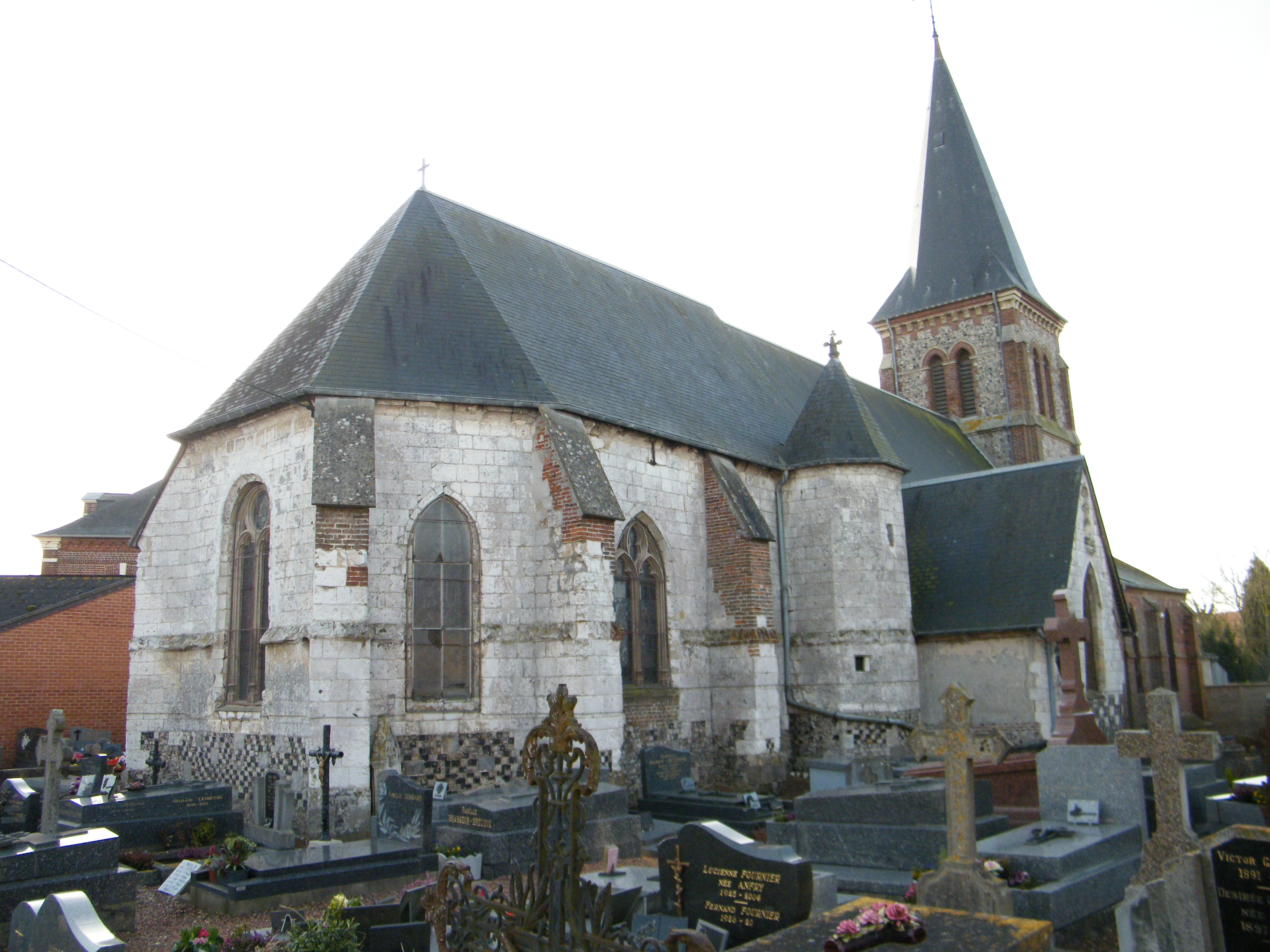
Kirche Saint-Denis
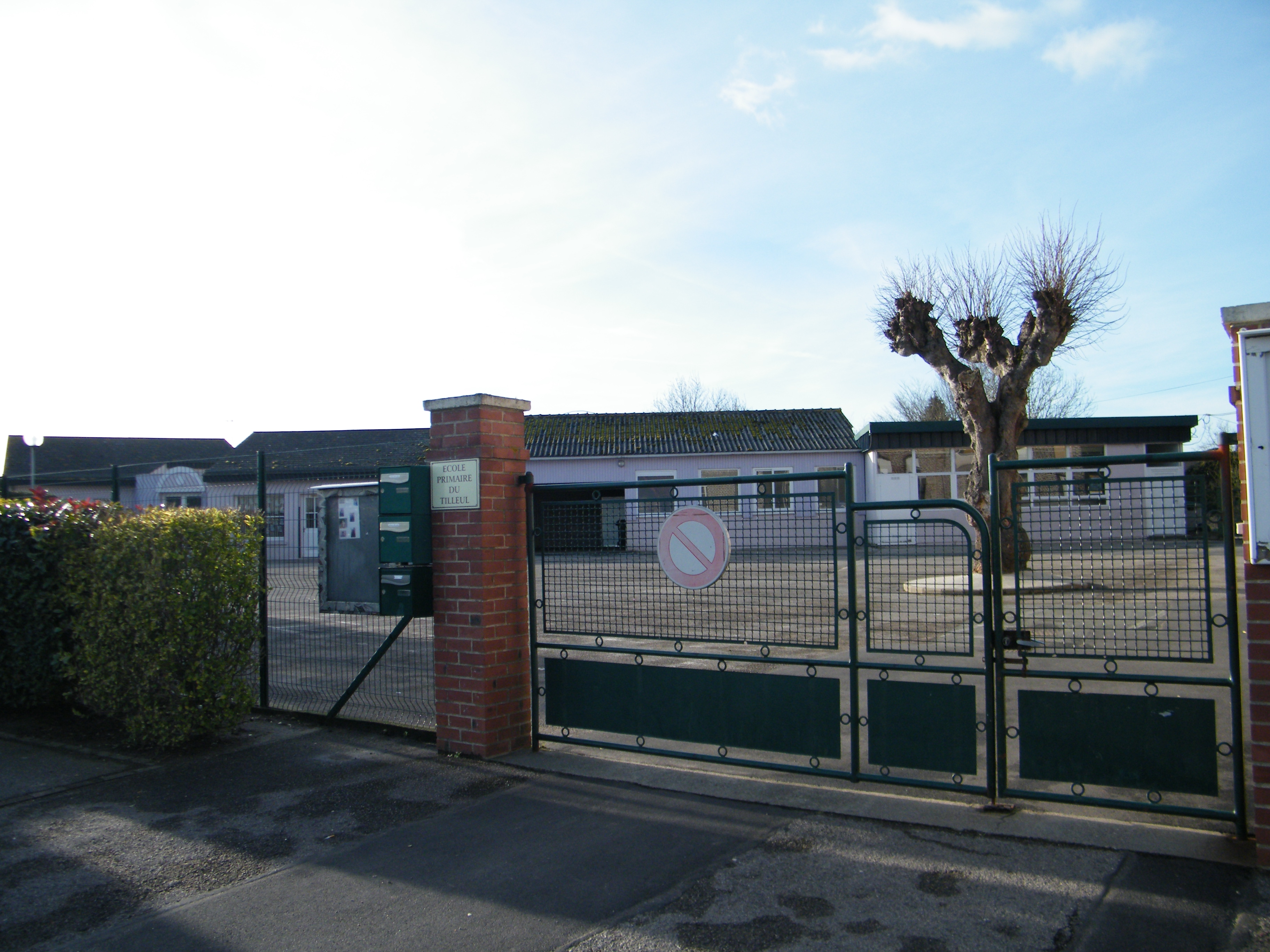
Schule
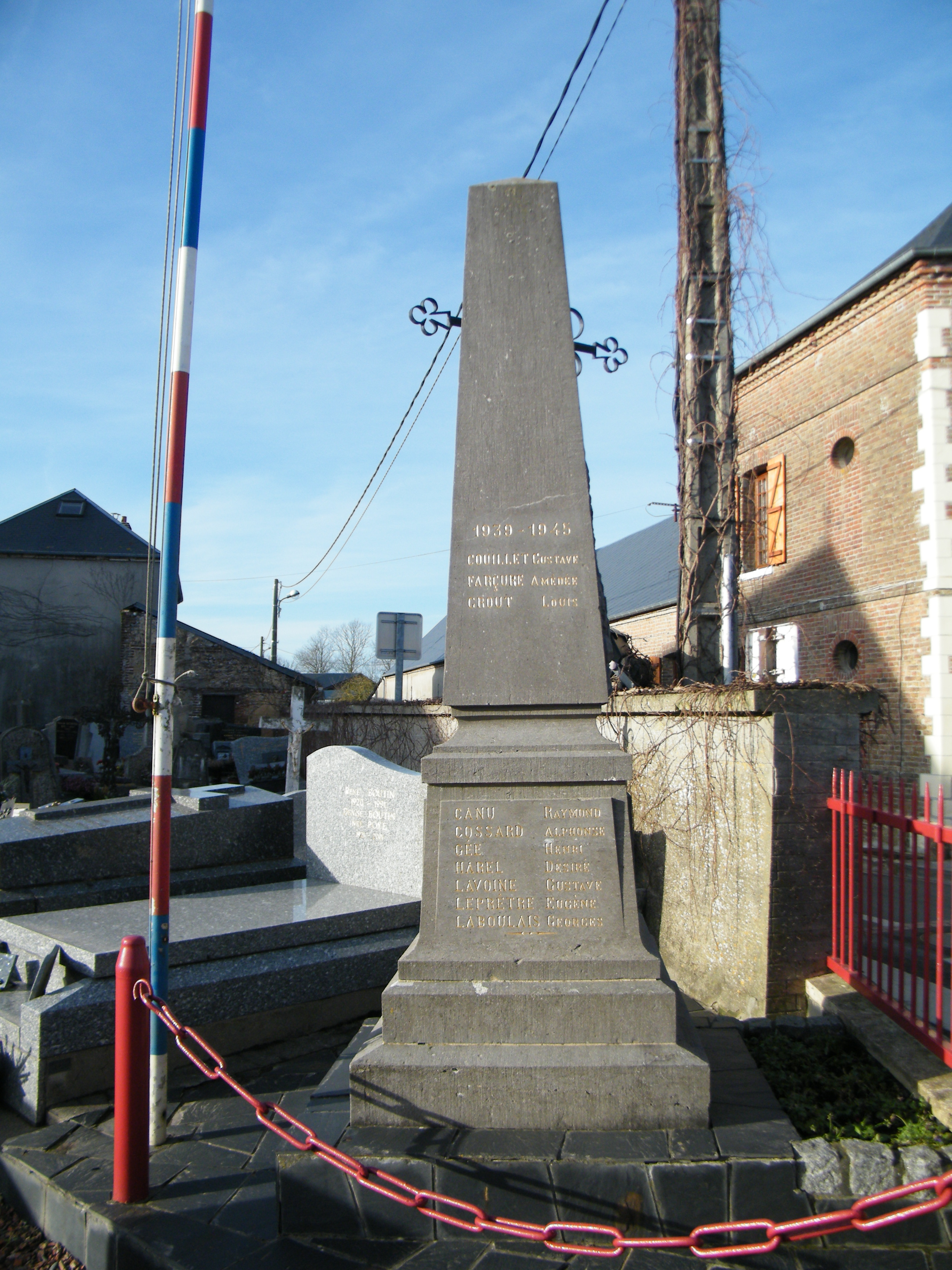
Kriegerdenkmal (Zweiter Weltkrieg)
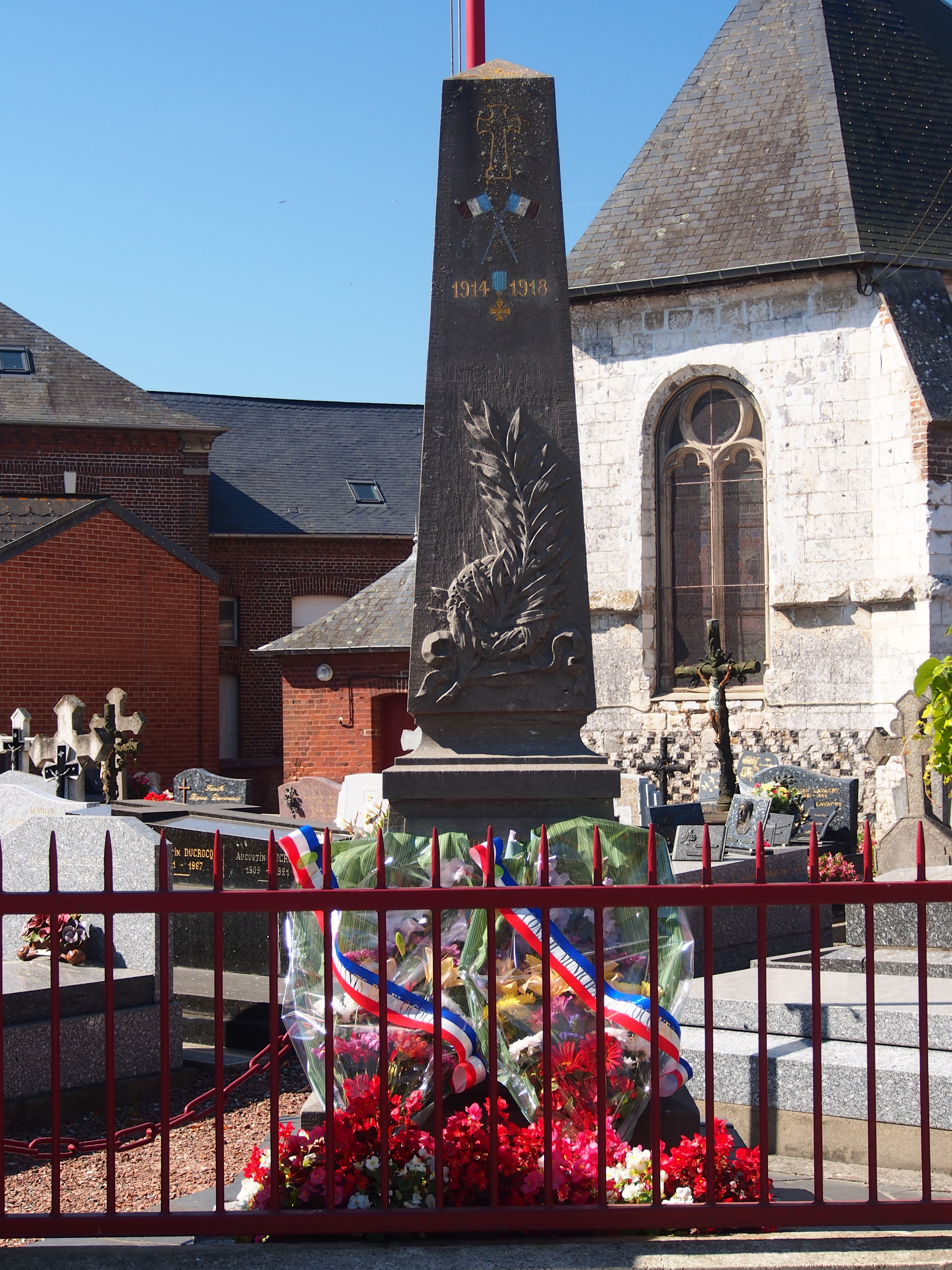
Kriegerdenkmal (Erster Weltkrieg)
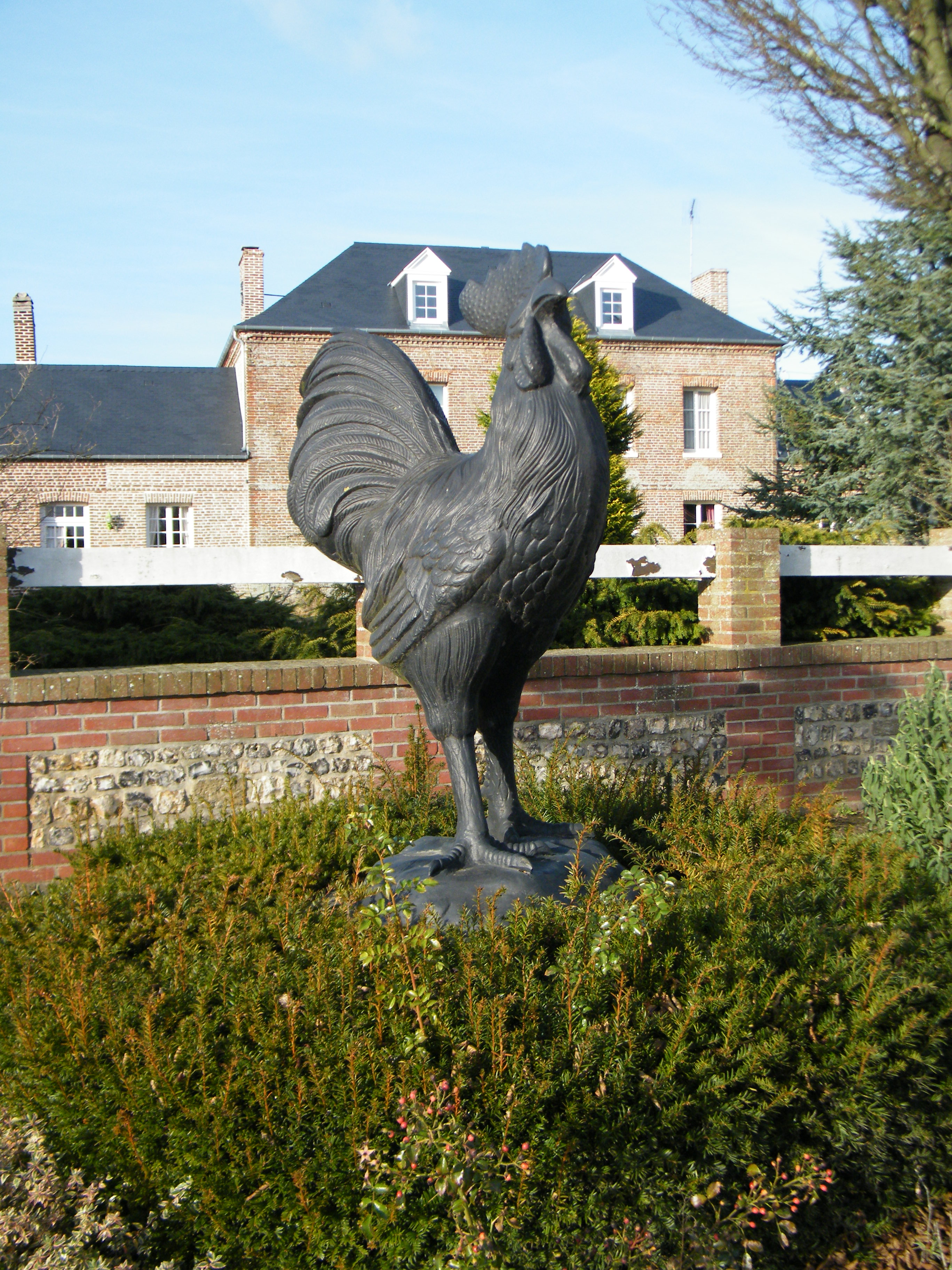
Statue des Gallischen Hahnes
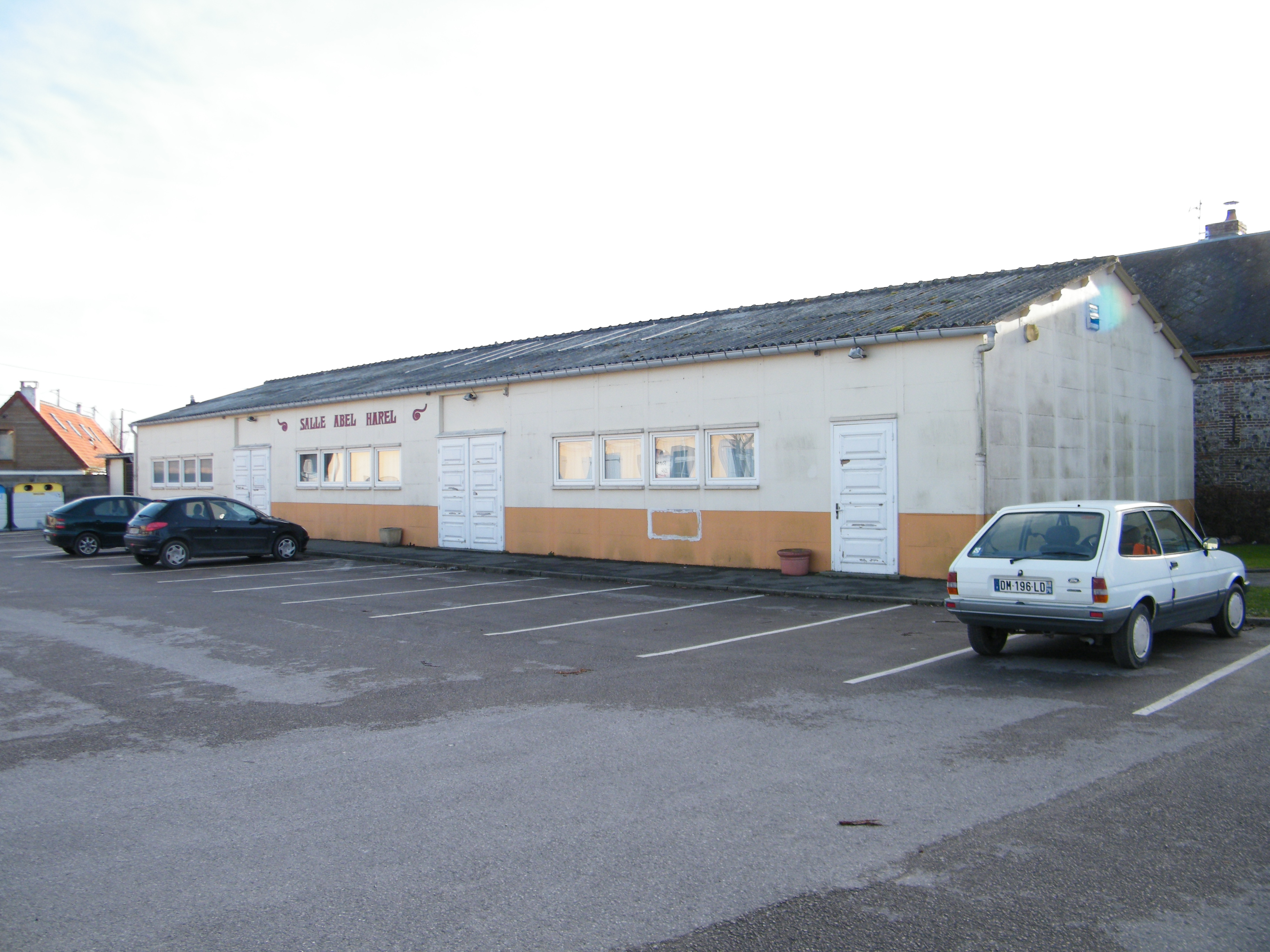
Mehrzweckhalle